# Nanny Nygren-Biró
Nanny Nygren-Biró, född 20 juli 1909 i Örby Västergötland, död 2007 i Strömstad, var en svensk konstnär. Gift 1931-1937 med direktören John Holger Sandberg och från 1945 med den ungerske konstnären Antal Biró. Hon var syster till konsthantverkaren Wiktor Nygren
Nygren bedrev studier för Sigfrid Ullman vid Valands målarskola i Göteborg 1931-1932 vid Slöjdföreningens skola i Göteborg 1943-1945, vid Ungerska akademien i Rom 1948 samt vid Académie de la Grande Chaumière i Paris 1949. Efter studierna blev det ett flertal studieresor till olika länder i Europa.
Nygren-Biró har bland annat deltagit i l'Union des Femmes peintres et sculpteurs i Paris 1949 och Salon des Réalités Nouvelles 1949, 1950 och 1951, samt olika utställningar i Sverige. 
Hon var bildlärare vid studieförbund och i egen regi i teckning, målning och mosaikläggning. 
Hon gjorde sig allmänt känd genom att skapa Konstnärsgården Lervik av den gamla konservfabriken vid Singlefjorden. Konstnärsgården blev ett centrum för svenska, norska och internationella konstnärer och konsthantverkare.
Hon belönades för sitt kulturarbete med Strömstads kommuns första kulturpris 1985.
Nygren-Biró finns representerad i Moderna museet, Jönköpings läns museum, Varbergs museum, Svenska Rominstitutets samlingar med flera.